# Montejo de la Vega de la Serrezuela (kommunhuvudort)
Montejo de la Vega de la Serrezuela är en kommunhuvudort i Spanien.   Den ligger i provinsen Provincia de Segovia och regionen Kastilien och Leon, i den centrala delen av landet, 130 km norr om huvudstaden Madrid. Montejo de la Vega de la Serrezuela ligger 867 meter över havet och antalet invånare är 183.
Terrängen runt Montejo de la Vega de la Serrezuela är huvudsakligen platt, men den allra närmaste omgivningen är kuperad. Montejo de la Vega de la Serrezuela ligger nere i en dal. Runt Montejo de la Vega de la Serrezuela är det glesbefolkat, med 8 invånare per kvadratkilometer. Närmaste större samhälle är Aranda de Duero, 13,6 km norr om Montejo de la Vega de la Serrezuela. Trakten runt Montejo de la Vega de la Serrezuela består till största delen av jordbruksmark.